# Panecio de Rodas
Panecio de Rodas (en griego antiguo: Παναίτιος, Panaitios) (Lindos, 185 a. C. - Atenas, 110 a. C.) fue un filósofo griego, maestro de la escuela estoica durante su periodo medio. De 144 a 129 a. C. vivió en Roma, donde tuvo escuela, introduciendo grandes modificaciones en la doctrina estoica con elementos tomados del platonismo y del aristotelismo, a fin de adecuarla al pensamiento romano, iniciando así la tendencia ecléctica.
Allí trabó amistad con Publio Cornelio Escipión Emiliano, del que fue consejero, Lelio y el historiador Polibio. Entre sus discípulos se encontraban Mnesarco, Hecatón de Rodas, Dárdanos, Escílax de Halicarnaso, Teótimo,  Posidonio y Quinto Mucio Escévola.
No se conserva ninguno de sus trabajos, pero se sabe que su obra principal —Acerca de los deberes— sirvió de base a los dos primeros libros del De officiis, de Cicerón.

## Biografía
Nacido en la isla de Rodas, Panecio era hijo del embajador Nicágoras, que ya había pisado Roma en el 169. Abandonó un primer deseo de entrar en el cuerpo diplomático de su ciudad a fin de dedicarse a la filosofía, que estudió primero con Crates de Malos en Pérgamo y luego con Diógenes de Babilonia en Atenas. Aunque estas influencias le fundamentaron en el estoicismo medio, también fue oyente del escéptico Carnéades durante su estancia en la ciudad, y se mostró así mismo interesado en Platón y Aristóteles, pero rechazó a los académicos, peripatéticos y epicúreos, considerándoles poco pragmáticos.
Panecio conoció a Escipión Emiliano probablemente alrededor del 150, y quizá por mediación de otro amigo heleno, Polibio. Los dos griegos realizaron un viaje de investigación hacia la costa noroeste de África, y podrían haber estado presentes ambos en la destrucción de Cartago. En 144 Panecio se desplazó a Roma, uniéndose al círculo escipiónico, y participó en el famoso viaje que Emiliano realizó hacia oriente desde Alejandría hasta Babilonia. A su regreso en el 139, Panecio continuó enseñando en Roma diez años más, tras lo que regresó a Atenas para sustituir a su fallecido maestro Diógenes a la cabeza de su escuela.

## Física y metafísica
Panecio abandona varias teorías clásicas del estoicismo: la teoría de las conflagraciones periódicas (Si todo se convierte en fuego, ¿de qué se alimentaría el fuego? Acabaría también por extinguirse), la teoría de la inmortalidad del alma y la teoría de la adivinación. Admite la tesis aristotélica de la eternidad del mundo. También cree en la Providencia como una intervención general de Dios en la naturaleza, pero no para cada caso particular.

## Moral
En la moral fue más moderado que los antiguos estoicos, considerando irrealizable el ideal de la apatía del sabio. Rechazaba la unidad de la virtud y distinguía varias clases de virtudes particulares. La norma de la vida moral es seguir la propia naturaleza.

## Política
Los fragmentos y síntesis que nos han llegado de la filosofía de Panecio ofrecen una teoría del Estado altamente desarrollada. El filósofo rodino cree que el Estado nace como consecuencia de un contrato social entre individuos deseosos de conservar sus respectivas propiedades privadas. Para él, la pertenencia a la comunidad es natural, y el individuo que vive en ella debe velar por sus vecinos y por sí mismo con racionalidad, incluyendo a los esclavos, los cuales han de ser tratados con justicia y retribuidos por su trabajo. A pesar de su admiración por Platón, rechaza de pleno la república platónica por considerarla irreal y antinatural.
Panecio sigue a su camarada Polibio en la apreciación de que, comparada con las tres formas de gobierno tradicionales que son la monarquía, la aristocracia y la democracia, la república romana es superior porque combina los mejores aspectos de las tres. El filósofo va aún más allá y exalta el imperialismo romano como una empresa de justicia, ya que la conquista y asimilación de los pueblos bárbaros por parte de Roma convierte la anarquía tribal en paz y orden civilizado, impidiendo así las depredaciones que cometen unos bárbaros contra otros y sometiéndoles todos al imperio de la ley que reina en la misma Roma. El dominador debe tender al bienestar y educación moral de los dominados, no al despotismo. Su ideal de justicia es natural, de origen divino, y se apoya en el dominio de los más virtuosos, no el de los más fuertes.
Para Panecio, la guerra es propia de animales y no de hombres, pero existe la guerra justa como último recurso para lograr la paz y la justicia cuando es imposible obtenerlas mediante la mera diplomacia. La guerra justa incluye dos únicas clases, la guerra como retribución y la guerra defensiva, ambas de las cuales han de ser declaradas oficialmente. Como la conquista ha de tender al beneficio de todos, establece la importancia de que los vencidos deban ser tratados de manera civilizada, especialmente los que han ofrecido su rendición, incluso después de un conflicto prolongado.

## Teología
Distingue tres teologías: una poética, o mitológica; otra física, filosófica o racional; y otra civil, o política. La primera es rechazable porque los poetas han atribuido a los dioses acciones indignas de un simple hombre de bien. La segunda es verdadera, pero no es accesible a la mayoría de los hombres. La tercera, constituida por los ritos y cultos aceptados en las ciudades, debe conservarse y respetarse por su importancia para mantener el orden y la paz civil.